# Odbytnica
Odbytnica, prostnica (łac. rectum), jelito proste (łac. rectum intestinum), dawniej lub potocznie kiszka stolcowa – końcowa część jelita grubego ssaków łożyskowych. Od góry łączy się z esicą na granicy 2 i 3 kręgu krzyżowego, od dołu natomiast otwiera się do środowiska zewnętrznego odbytem. W warunkach prawidłowych nie zawiera kału, służąc wyłącznie do jego przejścia (defekacja).

## Stosunki
Odbytnicę podzielić można na dwie części: odcinek górny, miedniczny (łac. pars pelvina recti) i dolny, odbytowy (łac. pars analis recti), także kanał odbytowy (łac. canalis analis). Dolny, rozszerzony fragment odcinka miednicznego nosi nazwę bańki odbytnicy. Obie części są od siebie oddzielone włóknami dźwigacza odbytu.

### Wymiary
- Grubość odbytnicy jest wartością pośrednią między grubością jelita cienkiego a grubego.
- Długość części miednicznej waha się od 12 do 15 cm.
- Wymiar poprzeczny w stanie opróżnienia wynosi od 3 do 6 cm.
- Długość części kroczowej wynosi w przybliżeniu 3 cm.

### Stosunek do otrzewnej
Odbytnica nie ma krezki. Otrzewna obejmuje wyłącznie górny fragment części miednicznej na jej powierzchni przedniej i bocznej. U mężczyzn przechodzi na tylną powierzchnię pęcherza moczowego, wyściełając zagłębienie odbytniczo-pęcherzowe (łac. excavatio rectovesicalis), u kobiet zaś dotyka tylnej ściany macicy i pochwy, formując zagłębienie odbytniczo-maciczne (łac excavatio recto-uterina). Po bokach odbytnicy powstają kieszonki otrzewnej zwane zachyłkami przyodbytniczymi (łac. recessus s. fossae pararectales). Otrzewna nie obejmuje kanału odbytowego.

## Budowa ściany odbytnicy
Pod względem budowy ściana odbytnicy jest bardzo podobna do reszty układu pokarmowego. Składa się z trzech warstw:
- zewnętrznej, u góry utworzonej przez otrzewną, poniżej przez tkankę łączną
- mięśniowej, o wiele grubszej niż w pozostałych częściach jelita, utworzonej przez dwie warstwy:
  - zewnętrzną – podłużną
  - wewnętrzną – okrężną, wytwarzającą w części odbytowej sięgający aż do skóry mięsień zwieracz wewnętrzny odbytu
- błony śluzowej, u góry wytwarzającej 3-5 fałdów poprzecznych, z których jeden z nich – największy, zwany jest zwieraczem trzecim odbytu (fałdem poprzecznym Kohlrauscha). U dołu obecne są fałdy podłużne, czyli tak zwane słupy odbytowe w liczbie 5–10; dolnymi końcami łączą się ze sobą tworząc zastawki odbytowe, ograniczające drobne, otwarte od góry zagłębienia – zatoki odbytowe. Słupy zawierają więcej pasm mięśniówki i obfite sploty żylne.

Kanał odbytowy jest u dołu i z zewnątrz objęty przez prążkowany zwieracz zewnętrzny odbytu.

## Unaczynienie i unerwienie
Tętnicze:
- tętnica odbytnicza górna, gałąź t. krezkowej dolnej – zaopatruje część miedniczną
- parzysta tętnica odbytnicza środkowa, gałąź tętnicy biodrowej wewnętrznej
- parzysta tętnica odbytnicza dolna od tętnicy sromowej wewnętrznej wraz ze środkową zaopatrują kanał odbytowy i skórę odbytu
- gałęzie trzewne tętnicy krzyżowej pośrodkowej.

Żyły powstają z żylnego splotu odbytniczego i w dalszym przebiegu odpowiadają tętnicom.
Naczynia chłonne prowadzą:
- z części miednicznej do węzłów krzyżowych
- z części odbytowej do węzłów biodrowych wewnętrznych
- z okolicy odbytu do węzłów pachwinowych powierzchownych.

Unerwienie:
- nerwy przywspółczulne z części krzyżowej układu autonomicznego
- nerwy współczulne ze splotu krezkowego dolnego i odbytniczych

## Badania endoskopowe
Zależnie od zakresu wziernikowania dolnego odcinka przewodu pokarmowego i zastosowanego sprzętu rozróżnia się następujące badania endoskopowe:
- anoskopia – wziernikowanie kanału odbytu i końcowego odcinka odbytnicy
- rektoskopia – wziernikowanie odbytnicy
- sigmoidoskopia – wziernikowanie końcowego odcinka jelita grubego z esicą włącznie
- kolonoskopia – wziernikowanie całego jelita grubego.